# Vernois-lès-Vesvres
Vernois-lès-Vesvres település Franciaországban, Côte-d’Or megyében. Lakosainak száma 156 fő (2022. január 1.). Vernois-lès-Vesvres Vesvres-sous-Chalancey, Foncegrive, Cussey-les-Forges, Selongey, Le Val-d’Esnoms és Chalancey községekkel határos.

## Népesség
A település népessége az elmúlt években az alábbi módon változott:
| Lakosok száma | 44   | 131  | 164  | 185  | 191  | 182  | 175  | 170  | 165  | 156  |
|               | 1968 | 1982 | 1990 | 2006 | 2013 | 2015 | 2017 | 2019 | 2020 | 2022 |